# Kostel Navštívení Panny Marie (Považská Bystrica)
Kostel Navštívení Panny Marie je zčásti gotická sakrální stavba v Považské Bystrici. Kostel vznikl v 14. století, dochované spisy dokládají existenci farnosti již v roce 1332. Jeho prvním soukromým patronem byl Ján Podmanický St. Kostel byl v roce 1941 kompletně přestavěn na trojlodní stavbu, nechávaje pouze věž a presbytář z původního gotického kostela. Do sedmdesátých let 20. století, před asanací, dotvářel architektonický interiér původního centra Považské Bystrice. Stále se v něm nacházejí významné architektonické elementy. Mezi ně patří i renesanční epitaf Rafaela Podmanického.